# Олью-д’Агуа-дас-Куньянс

Олью-д’Агуа-дас-Куньянс на карте штата.

Олью-д’Агуа-дас-Куньянс (порт. Olho d'Água das Cunhãs) — муниципалитет в Бразилии, входит в штат Мараньян. Составная часть мезорегиона Центр штата Мараньян. Входит в экономико-статистический микрорегион Медиу-Меарин. Население составляет 18 601 человек на 2010 год. Занимает площадь 695,333 км². Плотность населения — 26,75 чел./км².

## Демография
Согласно сведениям, собранным в ходе переписи 2010 г. Национальным институтом географии и статистики (IBGE), население муниципалитета составляет:
| Полное население                               | Полное население                               | Полное население                               | Полное население                               | 18 601 |
| ---------------------------------------------- | ---------------------------------------------- | ---------------------------------------------- | ---------------------------------------------- | ------ |
| в том числе:                                   | Городское население                            | 9592                                           | Процент городского населения, %                | 51,57  |
|                                                | Сельское население                             | 9009                                           | Процент сельского населения, %                 | 48,43  |
|                                                | Мужское население                              | 9185                                           | Процент мужского населения, %                  | 49,38  |
|                                                | Женское население                              | 9416                                           | Процент женского населения, %                  | 50,62  |
| Плотность населения, чел/км²                   | Плотность населения, чел/км²                   | Плотность населения, чел/км²                   | Плотность населения, чел/км²                   | 26,75  |
| Население муниципалитета в % к населению штата | Население муниципалитета в % к населению штата | Население муниципалитета в % к населению штата | Население муниципалитета в % к населению штата | 0,28   |

По данным оценки 2016 года, население муниципалитета составляет 19 080 жителей.

## История
Город основан 30 ноября 1961 года. 

## Статистика
- Валовой внутренний продукт на 2003 год составляет 24 322 562,00 реалов (данные: Бразильский институт географии и статистики).
- Валовой внутренний продукт на душу населения на 2003 год составляет 1423,29 реала (данные: Бразильский институт географии и статистики).
- Индекс развития человеческого потенциала на 2000 год составляет 0,571 (данные: Программа развития ООН).

## География
Климат местности: тропическая полупустыня.